# Colt Police Positive

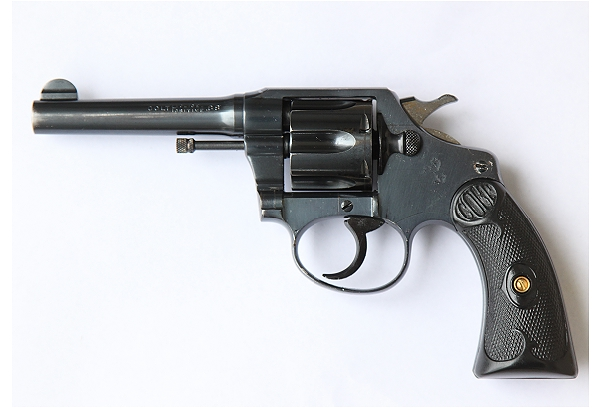
Un Colt Police Positive en calibre .38 New Police daté de 1925

 (avril 2021).
La mise en forme du texte ne suit pas les recommandations de Wikipédia : il faut le « wikifier ».
Les points d'amélioration suivants sont les cas les plus fréquents :
- Les titres sont pré-formatés par le logiciel. Ils ne sont ni en capitales, ni en gras.
- Le texte ne doit pas être écrit en capitales (les noms de famille non plus), ni en gras, ni en italique, ni en « petit »…
- Le gras n'est utilisé que pour surligner le titre de l'article dans l'introduction, une seule fois.
- L'italique est rarement utilisé : mots en langue étrangère, titres d'œuvres, noms de bateaux, etc.
- Les citations ne sont pas en italique mais en corps de texte normal. Elles sont entourées par des guillemets français : « et ».
- Les listes à puces sont à éviter, des paragraphes rédigés étant largement préférés. Les tableaux sont à réserver à la présentation de données structurées (résultats, etc.).
- Les appels de note de bas de page (petits chiffres en exposant, introduits par l'outil «  Source ») sont à placer entre la fin de phrase et le point final[comme ça].
- Les liens internes (vers d'autres articles de Wikipédia) sont à choisir avec parcimonie. Créez des liens vers des articles approfondissant le sujet. Les termes génériques sans rapport avec le sujet sont à éviter, ainsi que les répétitions de liens vers un même terme.
- Les liens externes sont à placer uniquement dans une section « Liens externes », à la fin de l'article. Ces liens sont à choisir avec parcimonie suivant les règles définies. Si un lien sert de source à l'article, son insertion dans le texte est à faire par les notes de bas de page.
- La présentation des références doit suivre les conventions bibliographiques. Il est recommandé d'utiliser les modèles {{Ouvrage}}, {{Chapitre}}, {{Article}}, {{Lien web}} et/ou {{Bibliographie}}. Le mode d'édition visuel peut mettre en forme automatiquement les références.
- Insérer une infobox (cadre d'informations à droite) n'est pas obligatoire pour parachever la mise en page.

Pour une aide détaillée, merci de consulter Aide:Wikification.
Si vous pensez que ces points ont été résolus, vous pouvez retirer ce bandeau et améliorer la mise en forme d'un autre article.

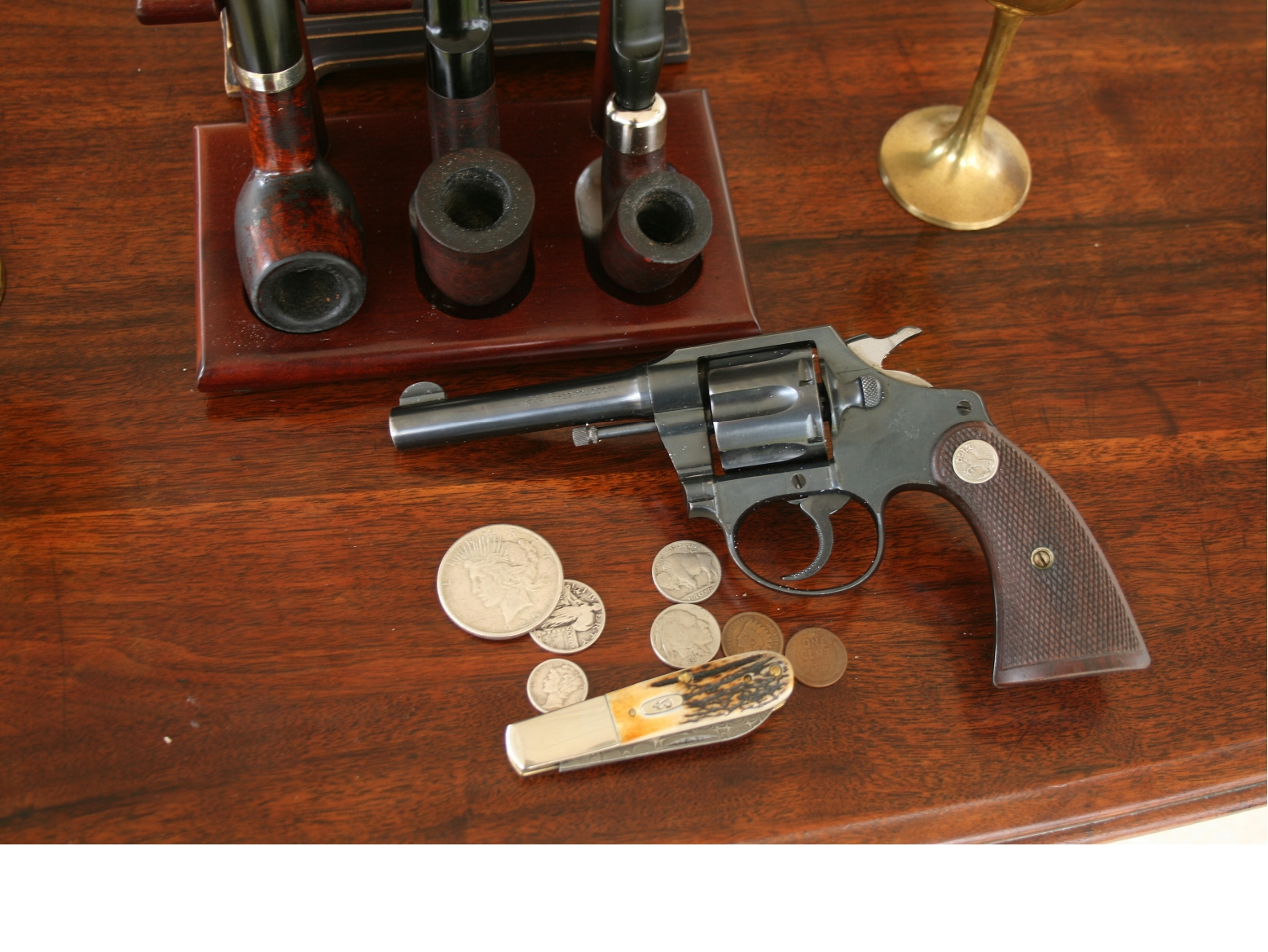
Un Colt Police Positive chambré en .32 New Police sorti d'usine en 1938.

Le revolver Colt Police Positive est le successeur du Colt New Police. Son contemporain et  successeur est le Colt Police Positive Special.

## Présentation
Version étoffée du New Police, il en  diffère d'abord par son chambrage en .38 New Police. 
Ce revolver fonctionne en simple et double action. Comme  les revolvers Colt produit depuis 1893, le barillet tourne dans  le sens  des aiguilles d’une montre. Le chargement des cartouches et l'éjection des étuis vides se fait collectivement par basculement du barillet à gauche. La tige de l'éjecteur n'est pas protégée.  Il innovait par l’ajout d’une nouvelle sûreté au choc  dite  Positive (l'ajout d'une barre de transfert empêchant la percussion accidentelle d'une cartouche en cas de chute). La visée est fixe. L'arme est bronzée ou nickelée.  Les plaquettes de crosse quadrillées sont en bois ou en caoutchouc durci.

## Variantes  & diffusion
Plus de 400 000 exemplaires sont vendus entre 1907 et 1943. Cette production se répartit en plusieurs versions:
- Police Positive .32  (munition .32 Colt New Police).
- Police Positive .38 (munition .38 Colt New Police).
- Police Positive Target, sa version de tir sportif  avec canon long et hausse réglable (munitions .22 LR et .32 New Police).
- Police Positive Pequano .32. Version export du Police Positive .32 (munition .32 Colt New Police). Ces revolvers chambrés en .32 étaient montés avec des pièces détachées de qualité B refusées pour la fabrication des Police Positive vendus en Amérique du Nord. Ce modèle a inspiré le Squibman M100 philippin réimporté aux USA.
- Bankers'Special, sa version de défense personnelle  avec canon court (munitions .22 LR et .38 New Police).

## Un utilisateur connu: Alfonso "Al" Capone
Le gangster américain Al Capone a également utilisé un Police Positive nickelé en calibre .38, avec des plaquettes de crosse en noyer et un canon de 4 pouces (10 cm), fabriqué en 1929. 
En juin 2011, un collectionneur privé l'a vendu chez Christie's pour la somme de 67 250 £  (soit 109 080 US$ / 75 656 €).

## Un utilisateur  méconnu: la police de Porto-Rico
Entre 1933 et 1941, la firme d’Hartford vendit aux policiers latino-américains, phillippins, thailandais mais aussi portoricains des Colt Pequano. 
Ces revolvers chambrés en .32 étaient montés avec des pièces détachées de qualité B refusées pour la fabrication des Police Positive vendus en Amérique du Nord.

## Le Colt Police Positive en chiffres
Colt Police Positive .32 et .38 :
- Munition : .38 Colt New Police (et donc .38 S&W), .32 Colt New Police (et donc.32 S&W Long).
- Canon : 10 cm/12,7/15 cm . Le Police Positive .32 était aussi proposé avec un canon de 6,35 cm.
- Longueur : 21,5 à 26,7 cm
- Masse à vide : 
  - 570 à 670 g en .38
  - 630 à 730 g en .32
- Barillet : 6 coups

Colt Police Positive Target :
- Munition : .22 LR ou  .32 Colt New Police (et donc.32 S&W Long).
- Canon : 10 cm/12,7/15 cm (plus court sur commande)
- Longueur : 26,7 cm
- Masse à vide : 
  - 730 g en .22
  - 680 g en .32
- Barillet : 6 coups

## Sources
- Yves Louis CADIOU, Les Colt (2): revolvers à cartouches métalliques, Éditions du Portail, 1993
- Raymond CARANTA, L'Aristocratie du Pistolet, Crépin-Leblond, 1997